# Área de Testes de Semipalatinsk
A Área de Testes de Semipalatinsk, conhecido popularmente como O Polígono, foi o local utilizado pela União Soviética para testes de artefatos nucleares. Numa área total de 18 mil km2, o polígono está localizado na estepe do nordeste do Cazaquistão (na época chamado de República Socialista Soviética Cazaque), ao sul do vale do rio Irtysh. A sede cientifica do campo de testes, chamada de Kurchatov, uma cidade planejada e batizada com o nome de Igor Kurchatov (um dos pais do programa nuclear soviético), foi construído a 150 km da cidade de Semipalatinsk (atual Semei).
Em 1947, quando foi iniciada a construção da sede cientifica, existiam na região uma população de aproximadamente 700 mil habitantes. Em 40 anos de testes, entre 1949 e 1989, a URSS realizou 456 detonações de bombas nucleares no local (340 em túneis e 116 sobre a superfície, chamados de testes atmosféricos), sendo atualmente descrito como "o ponto terrestre de maior radiação do mundo", já que as autoridades soviéticas nunca tiveram as devidas preocupações com os efeitos radioativos para com o ambiente local e a população. Contribuiu para isso, a não divulgação das detonações e seus efeitos para autoridades não militares e a comunidade científica mundial. Somente em 1991 é que as autoridades cientificas do atual Cazaquistão informaram ao mundo a situação crítica da região. Entre 1996 e 2012, cientistas e engenheiros nucleares do Cazaquistão, da Rússia e dos Estados Unidos, neutralizaram o efeito do plutônio descartado ou dos artefatos irregulares que o exército soviético deixou para trás quando abandonou a região. O material que não foi devolvido para a Rússia, foi enterrado e isolado dentro dos inúmeros túneis utilizados para os testes.

## Movimento Antinuclear Nevada-Semipalatinsk
Ainda no final da década de 1980, surgiu o "Movimento Antinuclear Nevada-Semipalatinsk" (MANS), liderados por Karipbek Kuyukov e Olzhas Suleimenov, pedindo o fim dos testes no "Polígono" e uma assistência médica especializada para a população, já que todos os casos de câncer ou das crianças que nasciam com a má formação de órgãos e membros, eram tratados pelos médicos militares. A estimativa do "Instituto de Medicina Radioativa e Ecologia do Cazaquistão" contabiliza que, somente entre 1949 e 1962, uma população de 500 mil a 1 milhão de pessoas tenham sido expostas à radiação proveniente dos testes soviéticos do polígono.
O MANS foi um dos primeiros movimento antinucleares de importância mundial, e a sua primeira conquista foi a lei que determinou o fechamento completo do polígono, assinado em 29 de agosto de 1991 pelo presidente Nursultan Nazarbayev. A data foi utilizada pela ONU para ser o "Dia Internacional contra os Testes Nucleares". também foi usada por Nursultan Nazarbayev porque é o dia que marca o início das operações soviéticas, já que em 29 de agosto de 1949 foi realizada a primeira detonação, denominada de "First Lightning".

## Mapas

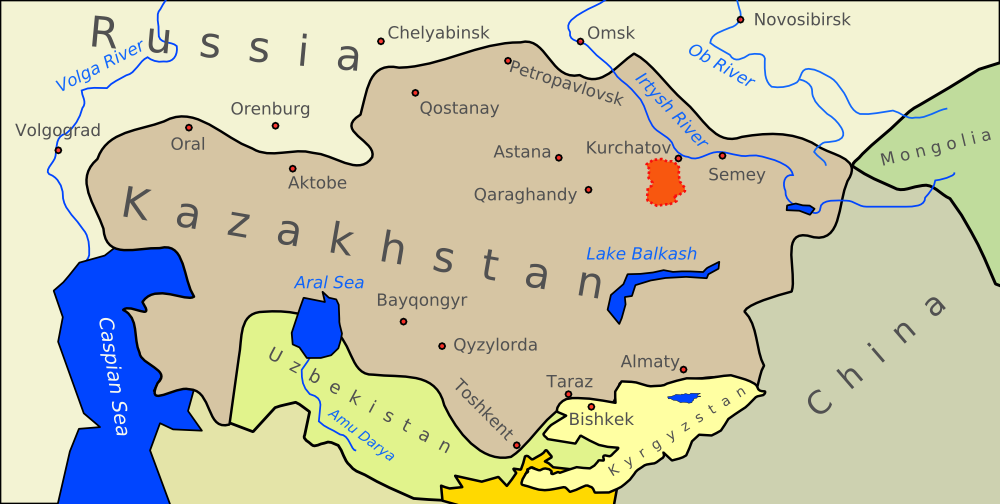
Mapa na região com "O Polígono" registrado em vermelho
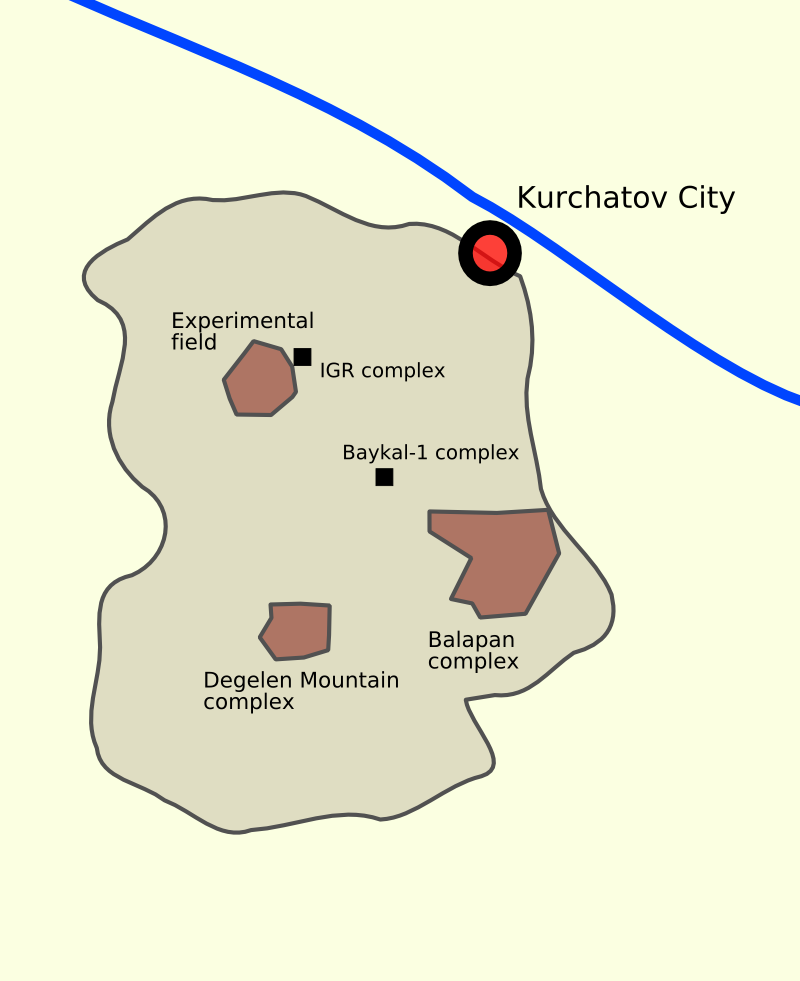
Mapa do "O Polígono" registrando as principais bases e "Kurchatov", a cidade e sede cientifica

## Galeria de imagens

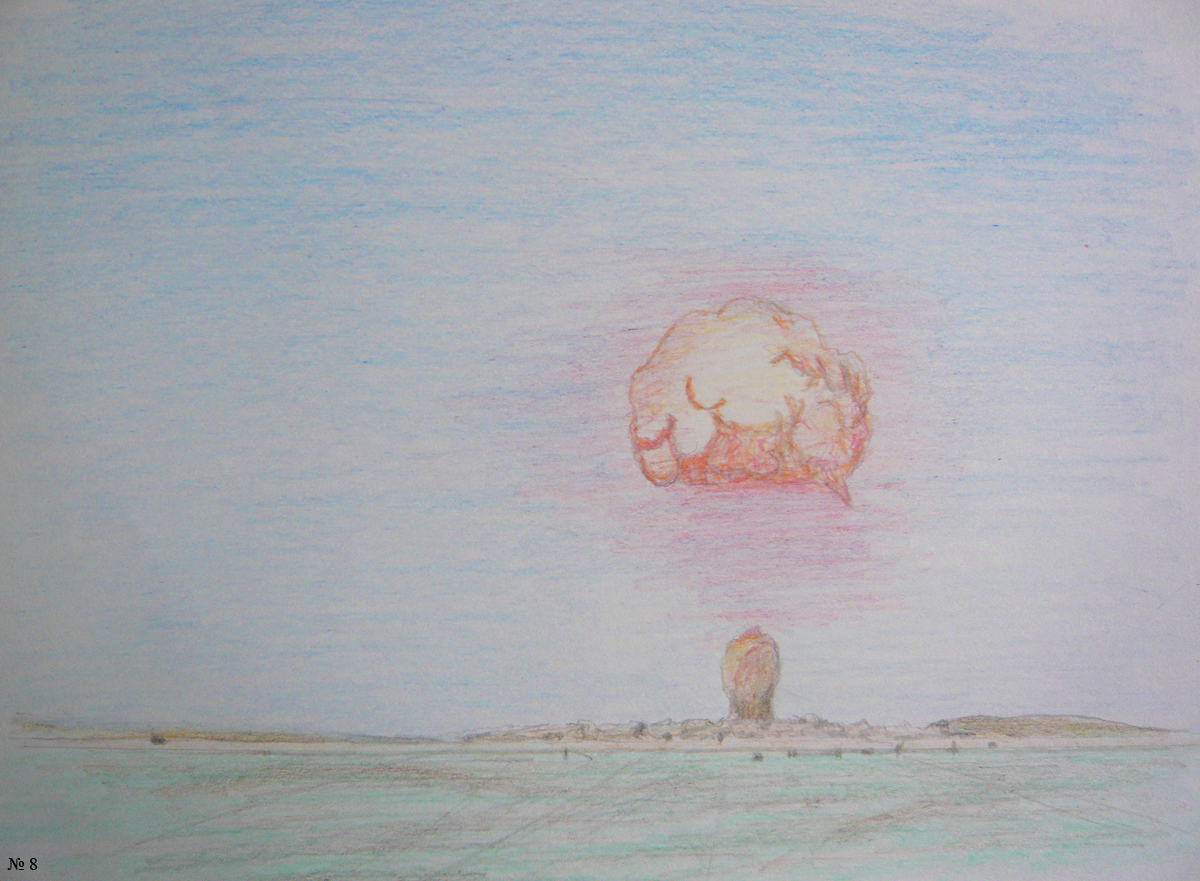
Representação artística de testes atômicos no "O Polígono"
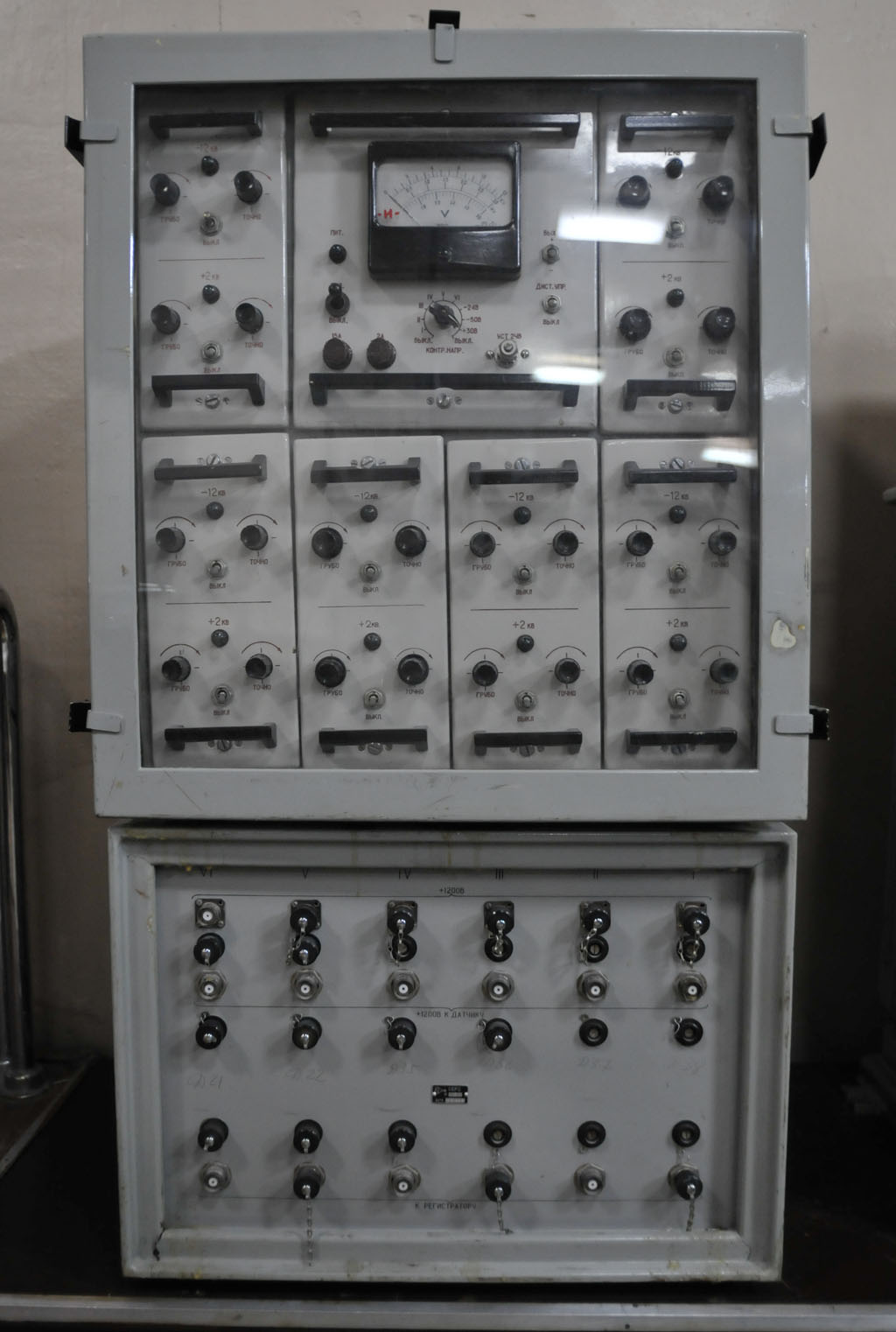
Antigo equipamento soviético de registros radioativos da "Kurchatov", a cidade e sede cientifica
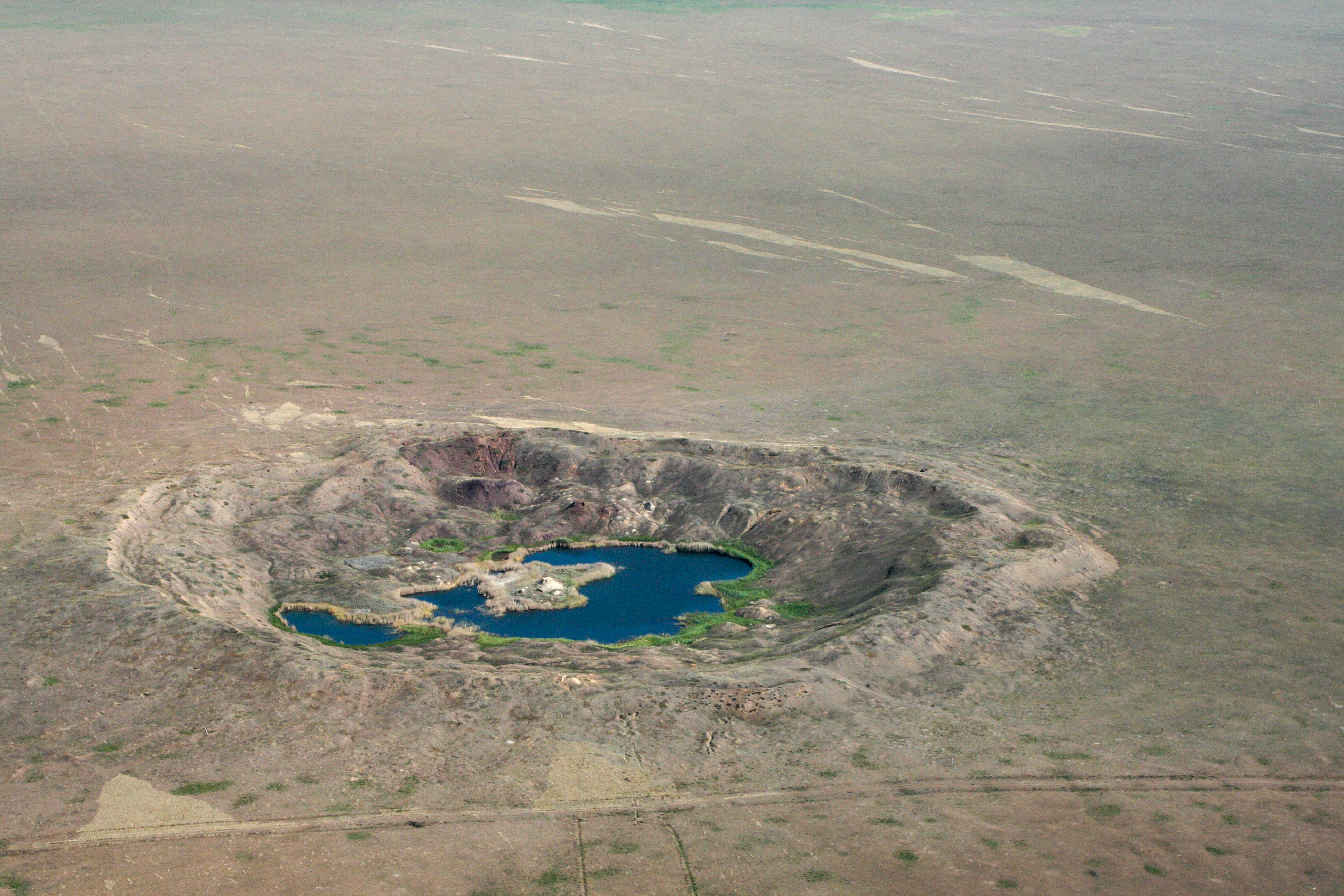
Cratera existente no "O Polígono" resultado de detonação de artefato nuclear
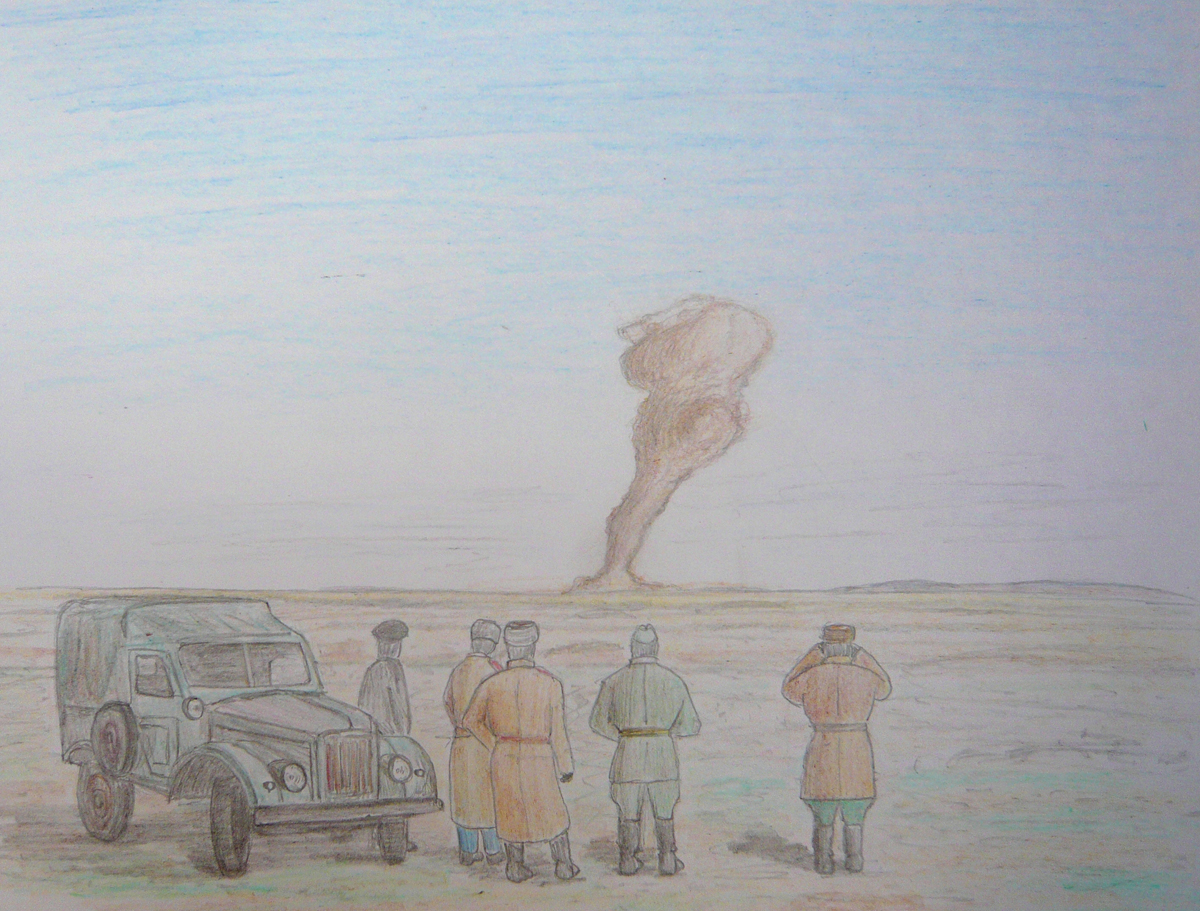
Representação artística de testes atômicos no "O Polígono"